# نيك ترافيس
نيك ترافيس (بالإنجليزية: Nick Travis)‏ هو عازف جاز أمريكي، ولد في 16 نوفمبر 1925 في فيلادلفيا في الولايات المتحدة، وتوفي في 7 أكتوبر 1964 في نيويورك في الولايات المتحدة بسبب أمراض الجهاز الهضمي.

## وصلات خارجية
- نيك ترافيس على موقع ميوزك برينز (الإنجليزية)
- نيك ترافيس على موقع أول ميوزيك (الإنجليزية)
- نيك ترافيس على موقع ديسكوغز (الإنجليزية)